# Vườn quốc gia Écrins
Vườn quốc gia Écrins (Yên Liên) là một vườn quốc gia của Pháp, nằm tại dãy núi Anpơ, bao trùm phần lớn khối núi Écrins.

## Địa lý
Vườn quốc gia Écrins được thành lập ngày 27.3.1973, gồm một diện tích là 91.800 ha, nằm trong lãnh thổ các thành phố Grenoble, Gap và Briançon. Vườn có ranh giới là các thung lũng Romanche, Guisane, Durance và Drac.
Vườn quốc gia Écrins nằm trong lãnh thổ các thị xã hoặc xã sau:
Ancelle, Aspres-lès-Corps, Bénévent-et-Charbillac, Besse-en-Oisans, Buissard, Chabottes, Champcella, Champoléon, Chantelouve, Châteauroux-les-Alpes, Chauffayer, Clavans-en-Haut-Oisans, Crots, Embrun, Entraigues, Freissinières, L'Argentière-la-Bessée, La Chapelle-en-Valgaudémar, La Grave, La Motte-en-Champsaur, Lavaldens, Le Bourg-d'Oisans, Le Monêtier-les-Bains, Le Périer, Les Costes, Les Infournas, Les Vigneaux, Mizoën, Mont-de-Lans, Orcières, Oris-en-Rattier, Ornon, Oulles, Pelvoux, Prunières, Puy-Saint-Vincent, Puy-Saint-Eusèbe, Puy-Sanières, Réallon, Réotier, Saint-Apollinaire, Saint-Bonnet-en-Champsaur, Saint-Christophe-en-Oisans, Saint-Clément-sur-Durance, Saint-Eusèbe-en-Champsaur, Saint-Firmin, Saint-Jacques-en-Valgodemard, Saint-Jean-Saint-Nicolas, Saint-Julien-en-Champsaur, Saint-Léger-les-Mélèzes, Saint-Maurice-en-Valgodemard, Saint-Michel-de-Chaillol, Savines-le-lac, Valbonnais, Valjouffrey, Vallouise, Vénosc, Villar-d'Arêne, Villard-Notre-Dame, Villard-Reymond, Villar-Loubière.
Vườn có hàng trăm ngọn núi cao từ 3.000 m trở lên và khoảng 40 sông băng (diện tích khoảng 17 000 ha). Tại đây có 740 km đường hẹp dành cho người đi bộ có cắm cọc tiêu và khoảng 30 nhà nghỉ chân cho các người đi núi. Vườn gồm nhiều ngọn núi cao, từ khối núi Meije (3.983 m) tới ngọn Écrins (4.101 m).

## Hệ động thực vật
Vườn có nhiều loài động vật, trong đó có: sơn dương (khoảng 12.000), dê rừng (khoảng 600), marmot, chồn hermine, sóc, cáo, chó sói, linh miêu, rắn vipèr...
Về chim, có chim đại bàng, chim diều râu, chim cắt, chim cú, cú vọ, gà gô núi, gà gô trắng vv...
Vườn có khoảng 1.800 loài khác nhau, trong đó có cả cây kế gai, cây sao bạc, cây ngải băng vv... Các cây thông và thông rụng lá mọc rất nhiều trên các sườn núi. 

## Hình ảnh

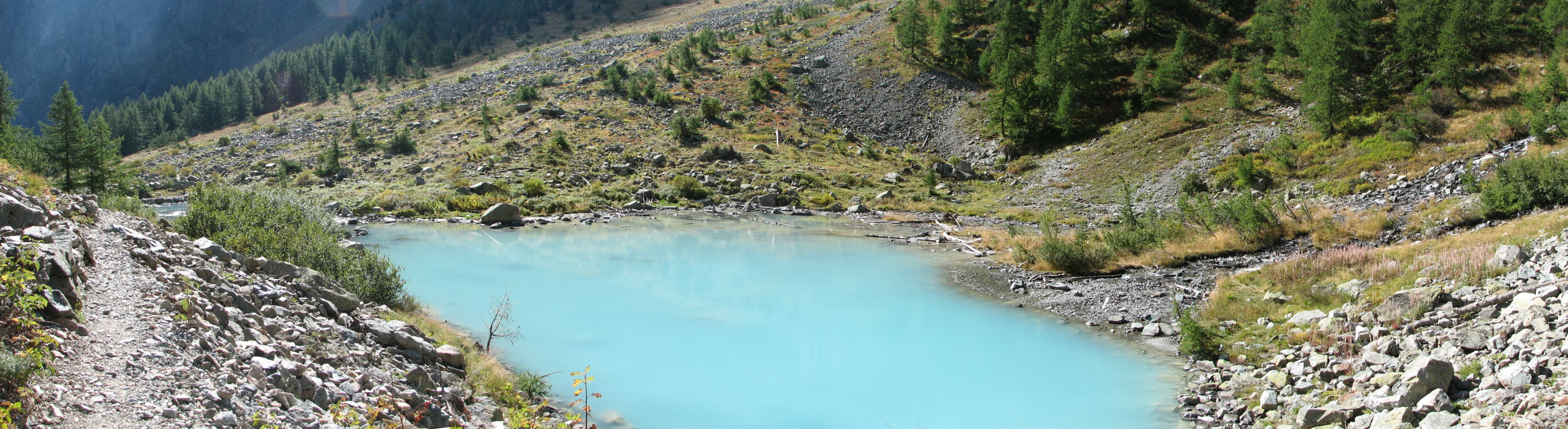
Hồ Douche.
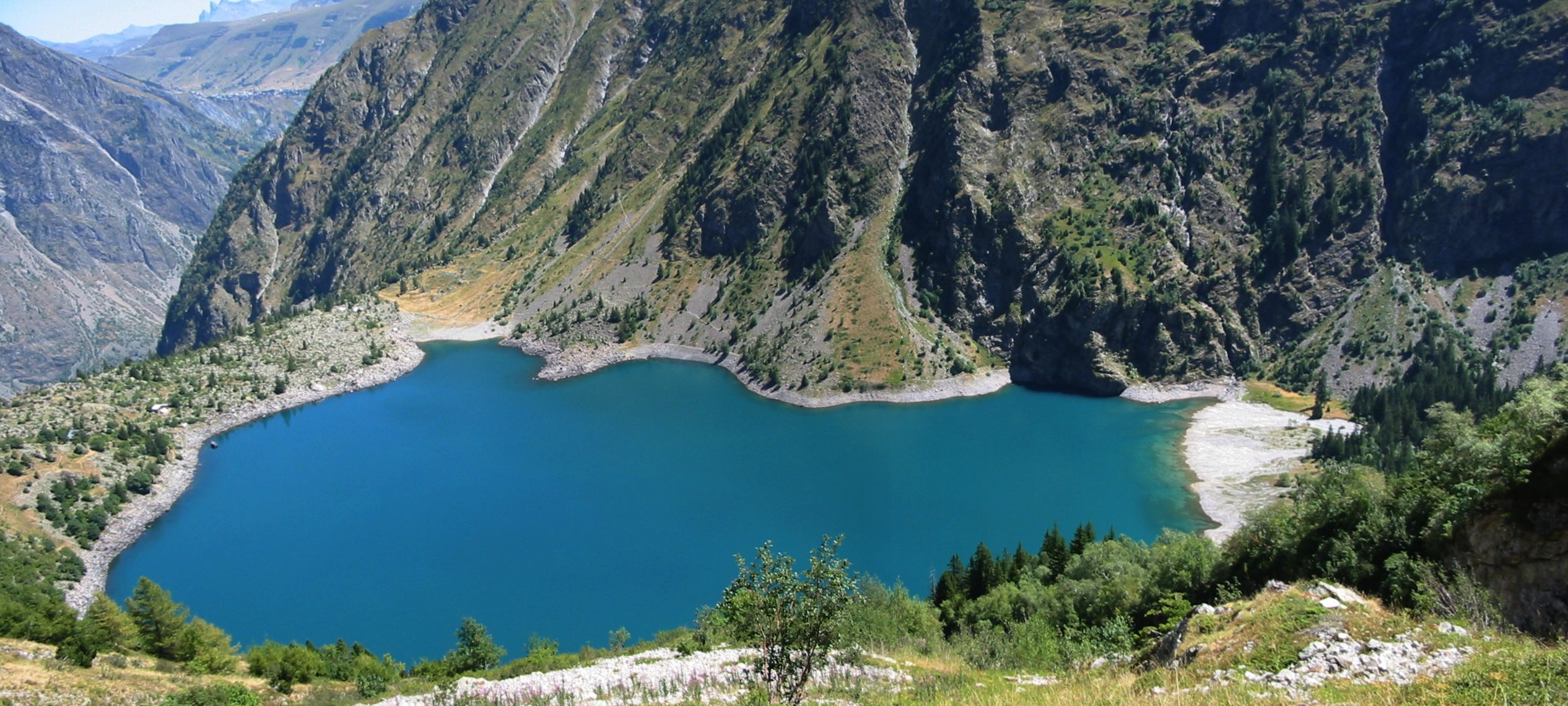
Hồ Lauvitel
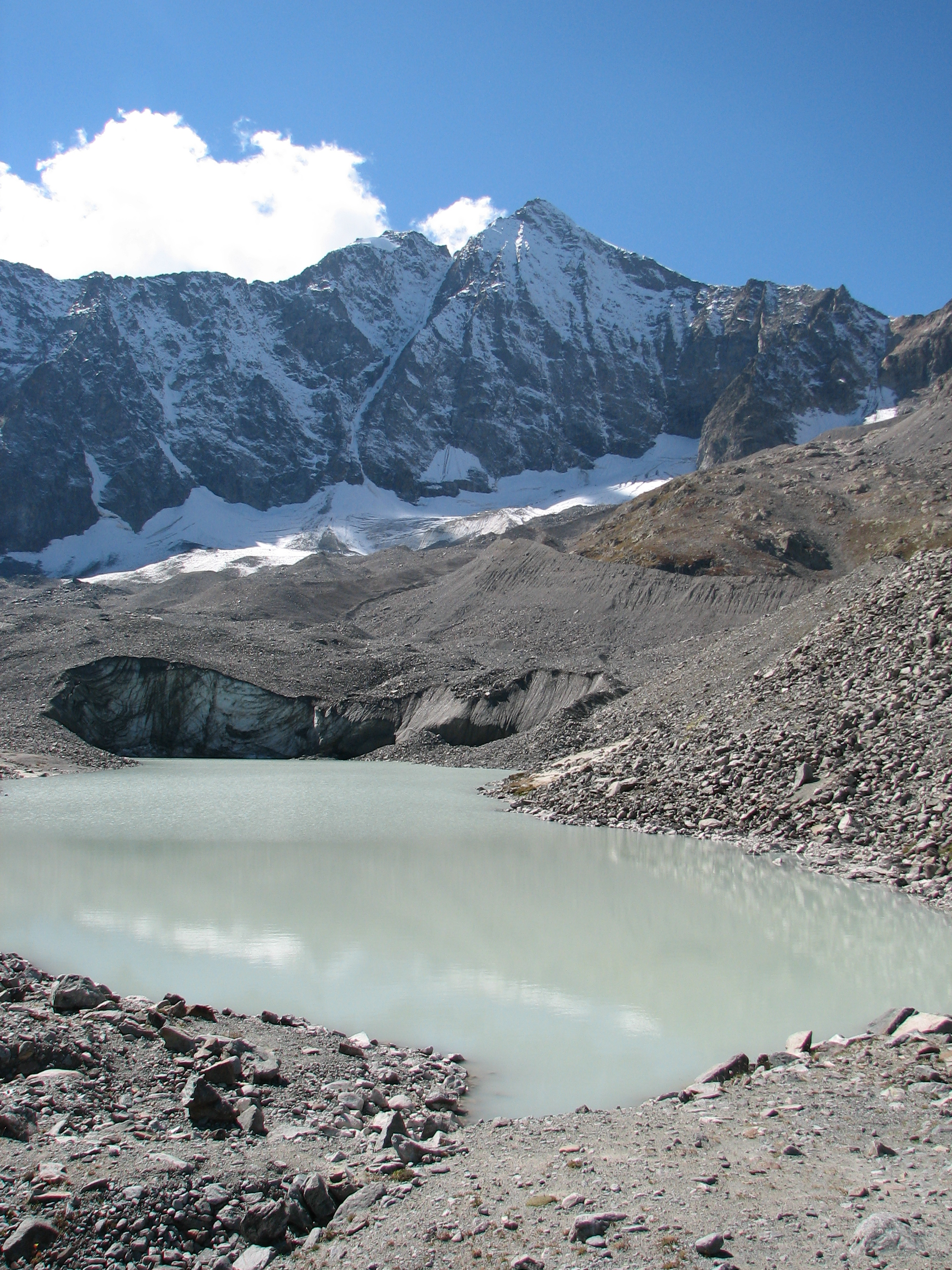
Sông băng Arsine
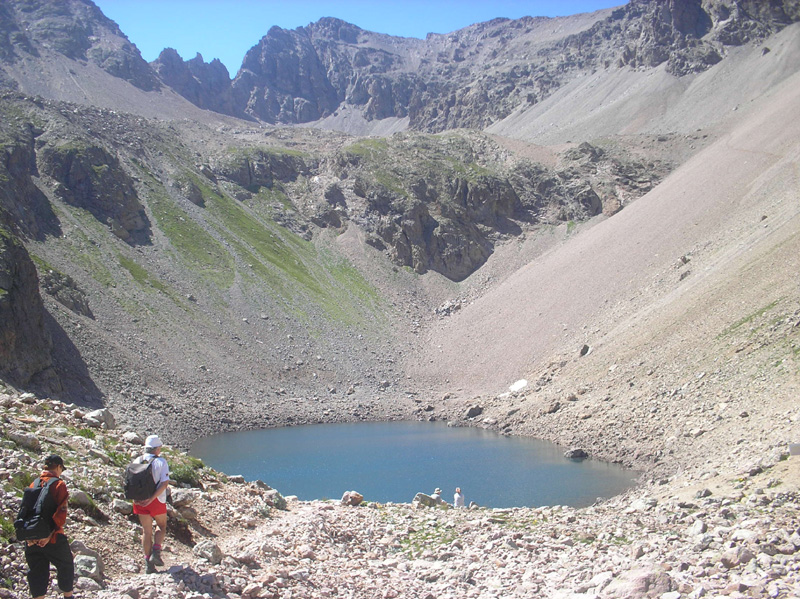
Hồ Combeynot
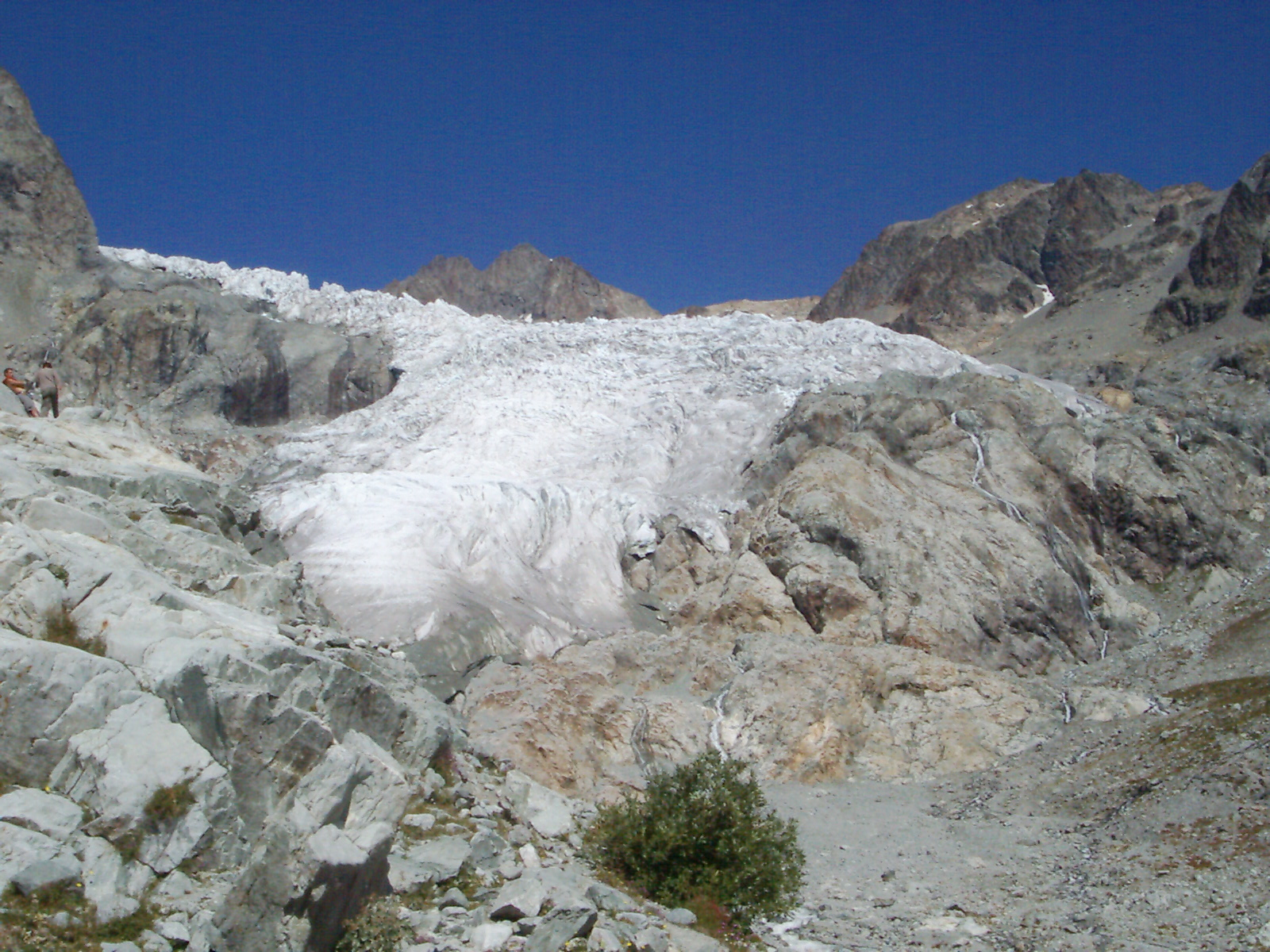
sông băng Blanc
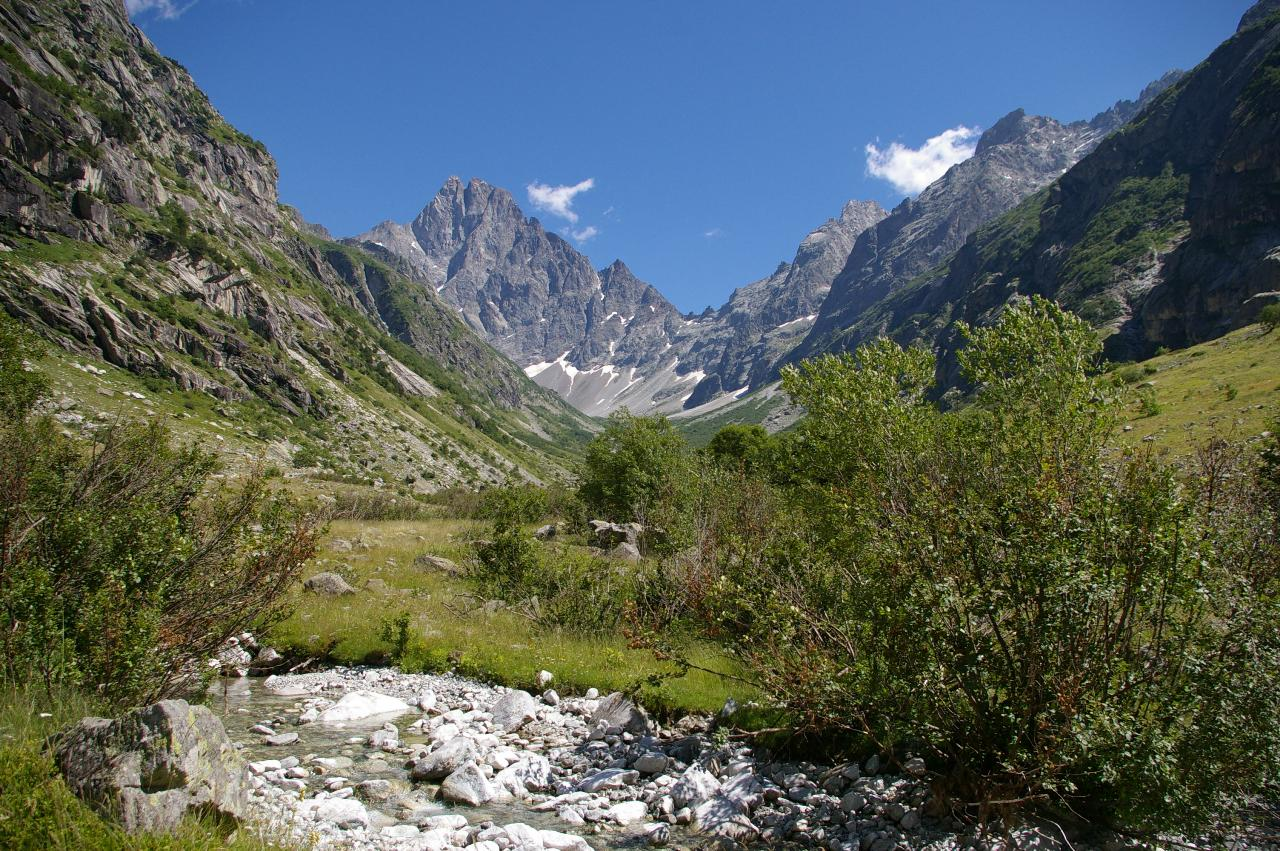
Olan
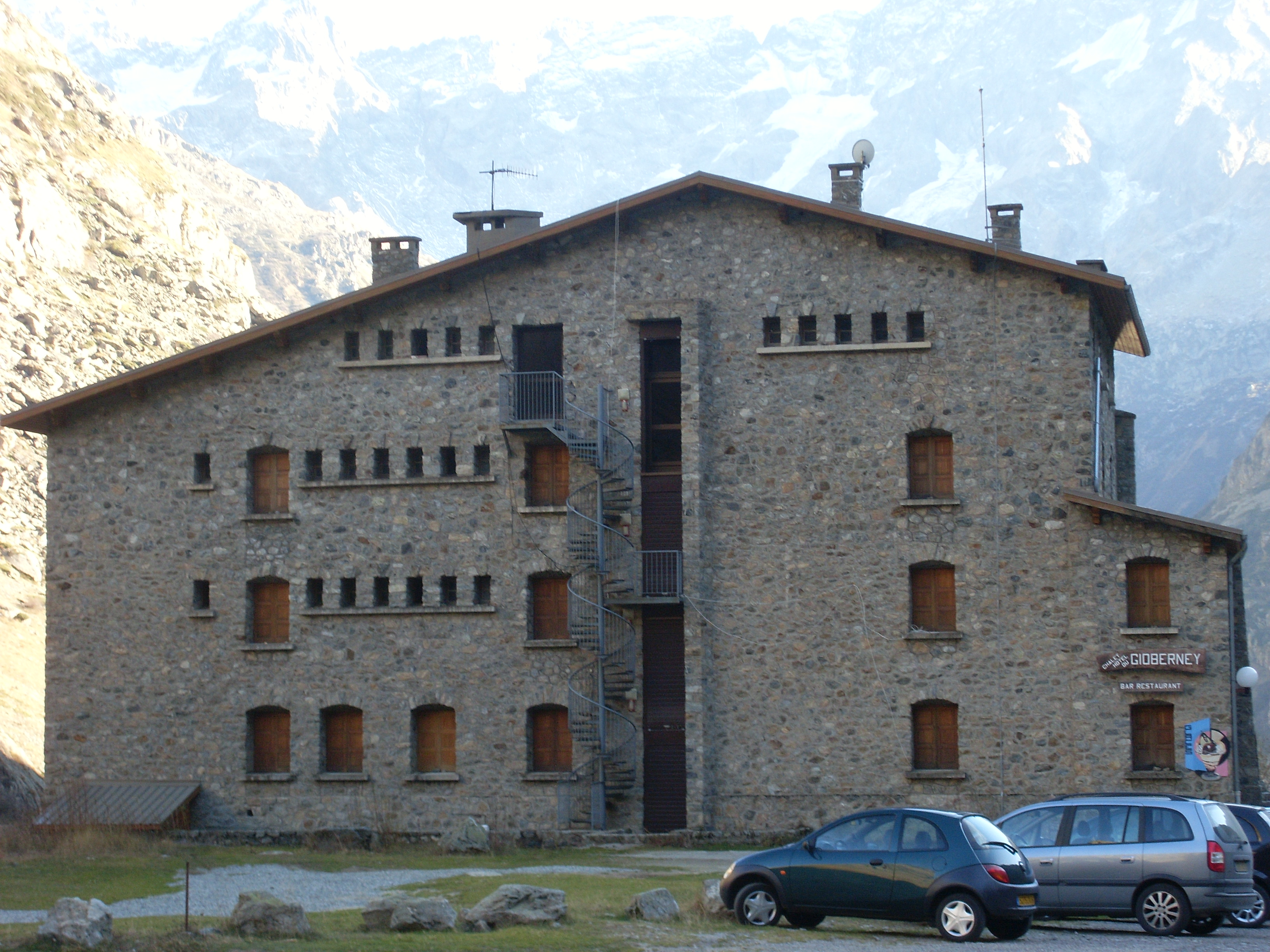
Nhà nghỉ chân Gioberney
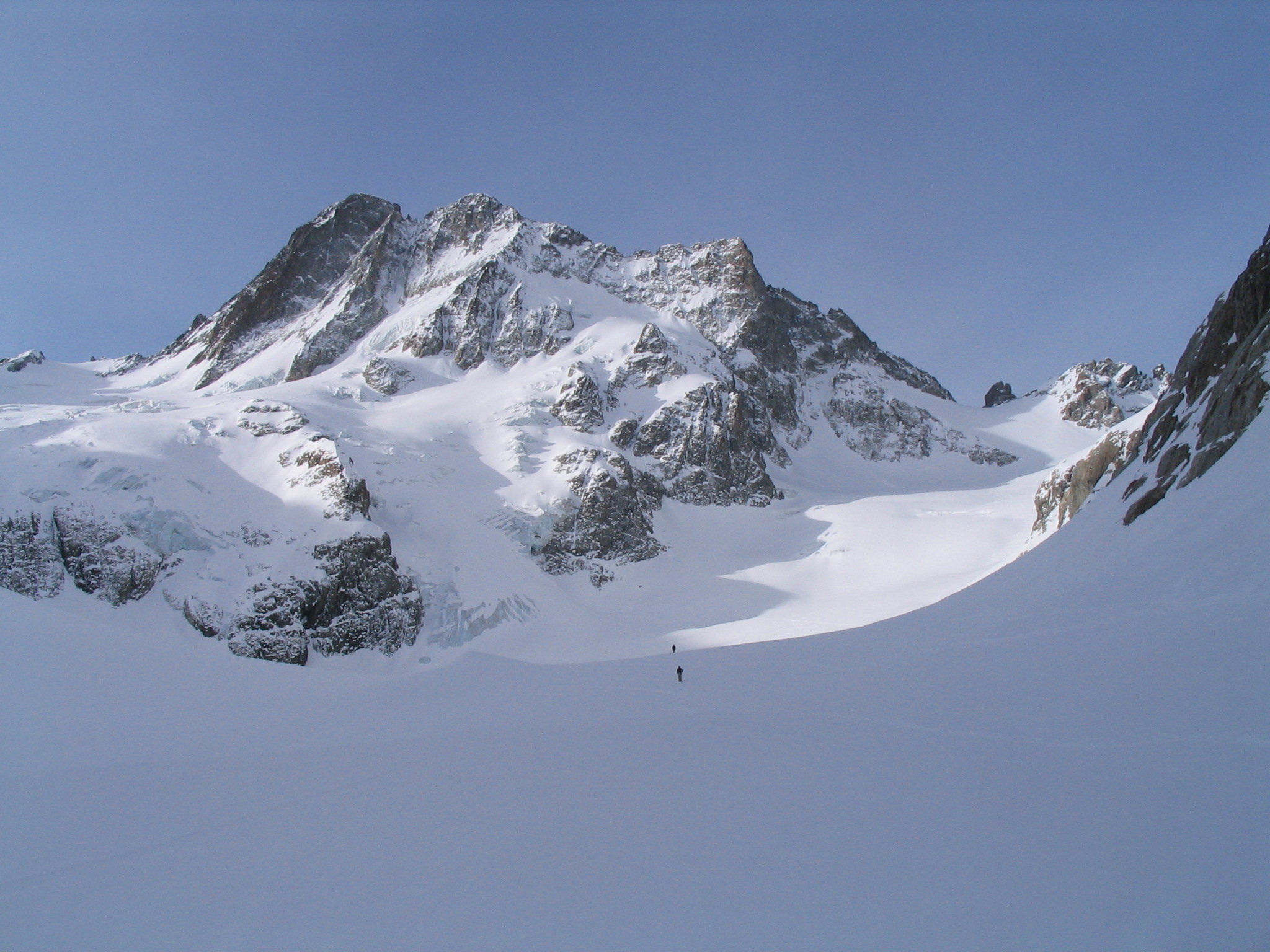
Les Bans